# R’n’G
R’n’G – holenderski duet hip-hopowy, założony w 1996. W jego skład wchodzili Ricardo Overman i Jerrel Koeningsverdraag, a nazwa grupy pochodziła od pierwszych liter ich imion.
Debiutancki album zespołu nosił nazwę The Year of R’n’G i został wydany w 1998, promowali go przebojami „Open Up Your Mind”, „Here Comes the Sun” i „Rhythm of My Heart”. W 2000 wydali dwa single, „Are You Ready?” i „Don’t Give Up”, którymi zapowiadali drugi album pt. The Right Time.
W 2004 członkowie grupy ogłosili, że planują utworzenie nowego zespołu o nazwie Richmen Inc. Pod koniec 2005 zespół R’n’G powrócił w nowym składzie.
Jerrel Koeningsverdraag od 2006 prowadzi solową karierę pod pseudonimem Jay Delano. W 2007 wylansował w Polsce przebój „Close to You”, będący coverem utworu Maxi Priesta z 1990.

## Dyskografia

### Albumy studyjne
- 1998: The Year of R’n’G POL: złota płyta[3]
- 2001: The Right Time
- 2006: Generations

### Single
- 1997: Here Comes the Sun
- 1997: Rhythm of My Heart
- 1998: Open Up Your Mind
- 1998: Can’t U Ce?
- 1998: I Love Your Smile
- 1998: Darlin’... I Think About You
- 1998: We’ll Be Together (feat. Natalia Kukulska)
- 1998: Can’t Talk About It
- 1998: Children Of The World
- 1999: Tequilla/I Wish I Could
- 1999: Are You Ready?
- 2001: Don’t Give Up
- 2001: Miracle